# Światowy Kongres Esperanto w 1937 roku
XXIX Jubileuszowy Światowy Kongres Esperanto w Warszawie – Światowy Kongres Esperanto; zjazd esperantystów, który odbył się w dniach 7–15 sierpnia 1937 w Warszawie.

## Przygotowania do kongresu
Patronat honorowy przyjął prezydent Ignacy Mościcki. Dla policjantów i tramwajarzy zorganizowano specjalne kursy esperanto. Koszt uczestnictwa w kongresie dla uczestników z Polski wyniósł 25 złotych, a dla młodzieży połowę stawki.

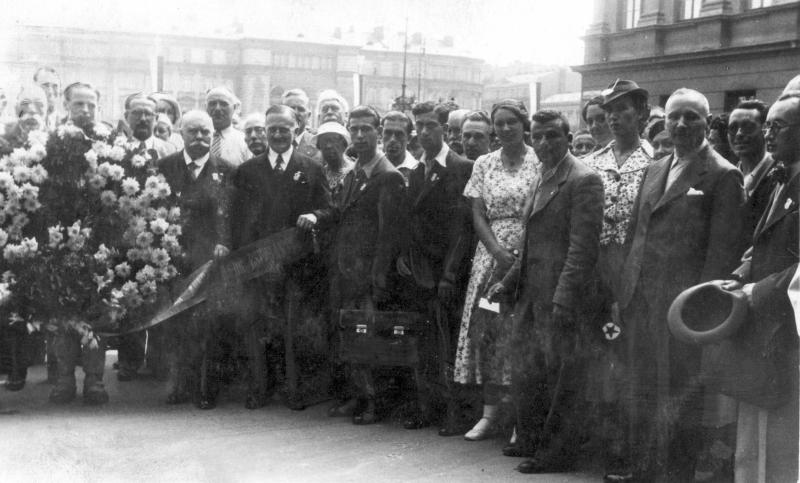
Złożenie wieńców przed Grobem nieznanego żołnierza

## Rozpoczęcie i obrady zjazdu
Kongres otrzymał nazwę jubileuszowy z okazji obchodów 50-lecia powstania języka esperanto i 20. rocznicy śmierci Zamenhofa. Na czele komitetu organizacyjnego stanął Bronisław Bogdan Wyszyński. Rozpoczęcie Kongresu zaplanowano 7 sierpnia po południu. Na Kongres do Warszawy przyjechało około 1000 uczestników, w tym około 300 osób z Polski. Pozostali pochodzili z 30 państw. Najwięcej, bo 180 osób, przypłynęło ze Szwecji statkiem Maria Holm. Z Francji i Anglii po 80, a z Holandii 60 osób. Spoza Europy przyjechali uczestnicy z USA, Australii i Japonii. Rano przed otwarciem kongresu odprawiono nabożeństwa w kościele św. Aleksandra i w kościele ewangelicko-reformowanym. Po nabożeństwach przedstawiciele kongresu złożyli wieniec przed Belwederem dla uczczenia pamięci Józefa Piłsudskiego.
Spotkanie otwierające Kongres rozpoczęło się po południu w sali Filharmonii Warszawskiej. Wybrano prezydium kongresu, w którego skład weszli: przewodniczący Odo Bujwid, wiceprezesi: Paul Nylen (Szwecja), gen. Louis Bastien (Francja), Karl Max Liniger (Szwajcaria), prof. Hideo Yagi (Japonia), kpt. Jan Silhan i Bronisław Bohdan Wyszyński. Sekretarzami zostali: Aleksander Hartman z Warszawy, Goldsmith z Londynu i Czesław Pruski z Lublina. W otwarciu wziął udział wiceminister E. Piestrzyński. Po wyborze prezydium głos zabrał Odo Bujwid, a po nim przedstawiciel rządów i reprezentanci organizacji esperanckich. Pod koniec spotkania odczytano depesze.
W poniedziałek Odo Bujwid złożył wieniec przed grobem nieznanego żołnierza. Wszyscy uczestnicy udali się na cmentarz żydowski, aby złożyć wieniec na grobie Ludwika Zamenhofa oraz na grób Antoniego Grabowskiego na Cmentarzu Powązkowskim. Wieczorem w Teatrze Wielkim odbyło się przedstawienie sztuki Consilio Facultatis w tłumaczeniu Antoniego Grabowskiego.

### Wycieczka do Białegostoku
W środę 11 sierpnia uczestnicy wzięli udział w wycieczce do Białegostoku. Uczestniczyło w niej około 250 osób. Na dworcu wzniesiono bramę powitalną, a gości powitał naczelnik miejskiego wydziału kultury i oświaty. Orkiestra związku rezerwistów odegrała hymn esperantystów. Uczestnicy zwiedzili udekorowany na zielono dom Zamenhofa, gdzie wpisali się do pamiątkowej księgi. Po zwiedzeniu pałacu i parku Branickich na bulwarach im. Kościałkowskiego wysłuchali przemówień Odo Bujwida, Hideo Yagi, Gahlera z Niemiec, Glucka z Holandii i wnuka Zamenhofa. Po południu uczestnicy wrócili do Warszawy.
W piątek 13 sierpnia Janina Ender wygłosiła odczyt Polska, kraj kultury oraz miał miejsce pokaz filmu o trudnościach w porozumiewaniu się podczas podróży zagranicznych. Wieczorem w salach warszawskiego ratusza uczestnicy spotkali się na balu narodów. Wielu przebrało się w stroje narodowe. Japoński profesor Hideo Yagi założył czarne kimono z wyszytym herbem rodowym. Podczas balu wybrano najładniejszy kostium, a nagroda przypadła uczestniczce z Estonii.

### Zakończenie obrad
W sobotę rano odbyło się spotkanie kończące obrady kongresu. Po przemówieniach Adama Zamenhofa, Hansa Jakoba, generała Bastiena zostały przedstawione sprawozdania z postanowień obradujących sekcji. Katolicy wnioskowali, aby ich kongresy ze względów organizacyjnych i finansowych odbywały się równocześnie z obradami kongresów światowych. Ustalono wysłanie telegramu z podziękowaniami do prezydenta Mościckiego i Odo Bujwid zakończył obrady Kongresu.

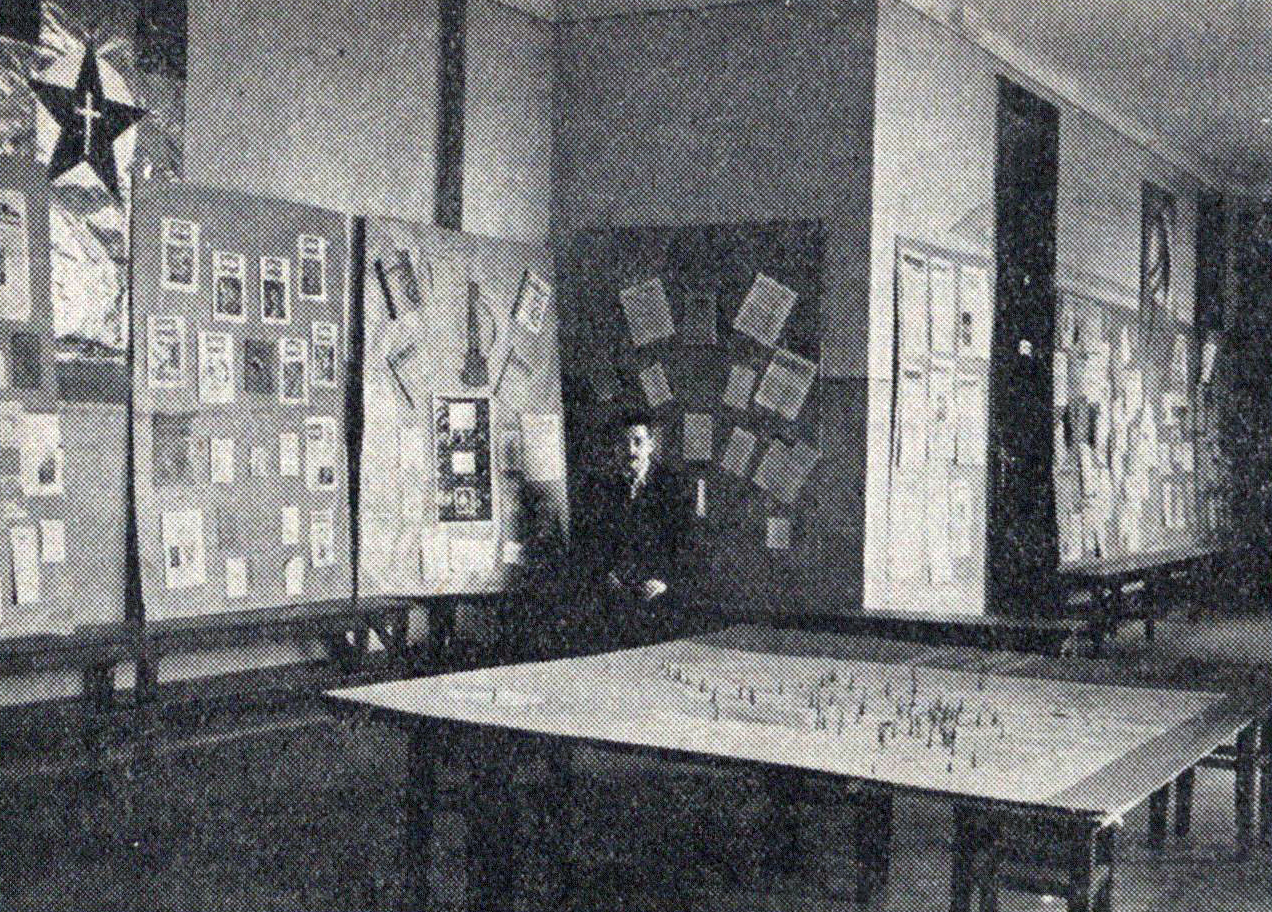
Wystawa publikacji esperanckich

## Wystawa
W ramach kongresu została przygotowana wystawa prezentująca wydawnictwa w języku esperanto i tłumaczenia. W pięciu salach szkoły na ulicy Karowej pokazano utwory literackie i czasopisma. Sale zostały ozdobione portretami działaczy esperanto. Celem wystawy było pokazanie 50-letniego dorobku esperanto.

## Święto weteranów
Wieczorem w dniu otwarciu Kongresu w Resursie Obywatelskiej odbyło się święto weteranów poświęcone zmarłym i żyjącym zasłużonym esperantystom. Przy akompaniamencie orkiestry wojskowej i Marsza żałobnego Chopina węgierski poeta Julio Baghy odczytał nazwiska zmarłych esperantystów. Po oddaniu czci zmarłym wręczono odznaki żyjącym. Wszyscy esperantyści, którzy przystąpili do związku przed I światowym Kongresem w 1905 roku, otrzymali złote odznaki, a członkowie, którzy przystąpili do związku w latach 1905–1912, srebrne. Wśród nagrodzonych znaleźli się również Polacy: „prof. Odo Bujwid, płk. Guenther, radca Jan Klimecki, Franciszek Ender z Łodzi, Roman Sakowicz, mr. Czesław Pruski, red. Karolczyk, red. Szapiro, Mieczysław Czerwiński, dr Wilhelm Rubin, dr Leon Rozensztock z Krakowa, Aleksander Zakrzewski, dr Krynicki”.

## Obrady sekcji
Podczas kongresu uczestnicy spotykali się w sekcjach. Sekcji katolickiej przewodniczył ks. Modesta Carolfi. Sekcja nauczycielska obradowała nad wnioskiem Antoniego Czubińskiego, aby przygotować konwencję międzynarodową wprowadzającą esperanto jako przedmiot w szkołach na świecie. W obradach wzięli udział przedstawiciele rządów Austrii, Belgii, Australii, Bułgarii, Brazylii, Holandii, Meksyku, Norwegii i Rumunii. Osoby niewidome w ramach Międzynarodowego Kongresu Ociemniałych spotkały się w Instytucie Głuchoniemych.